# Asota conspicua
Asota conspicua là một loài bướm đêm trong họ Erebidae.